# (1249) Rutherfordia
(1249) Rutherfordia est un astéroïde de la ceinture principale découvert le 4 novembre 1932 par l'astronome allemand Karl Wilhelm Reinmuth. Le lieu de découverte est Heidelberg (024). Sa désignation provisoire était 1932 VB.
Sa distance minimale d'intersection de l'orbite terrestre est de 1,073190 ua.
Il a été nommé d'après la ville de Rutherford (New Jersey).